# Hongqi
Hongqi (kitajsko: 红旗; pinjin: Hóngqí) je kitajska znamka luksuznih avtomobilov v lasti proizvajalca avtomobilov FAW Car Company, ki je sama hčerinska družba skupine FAW. Hongqi je bil predstavljen leta 1959, zaradi česar je najstarejša kitajska znamka osebnih avtomobilov. V kitajščini hongqi pomeni "rdeča zastava".
Prvotno so bili modeli Hongqi samo za visoke vladne uradnike. Leta 1981 so prenehali s proizvodnjo, vendar so bili pozneje sredi devetdesetih let dvajsetega stoletja oživljeni.